# Hermann Mertz von Quirnheim
Christoph Emanuel Hermann Ritter Mertz von Quirnheim, né le 23 juillet 1866 et mort le 5 janvier 1947, est un officier bavarois qui sert au sein de l'armée allemande lors de la Première Guerre mondiale, puis devient le président des Archives du Reich de 1919 à 1931.

## Famille
Les Mertz ou Merz forment une famille du Palatinat ; Ernst Quirin Merz fut anobli en 1675 comme seigneur de Quirnheim et Boßweiler (actuellement dans le Landkreis de Bad Dürkheim), d'où le nom de Mertz von Quirnheim.
Hermann est né à Ansbach en Moyenne-Franconie. Il est le fils d'Albrecht Ritter Mertz von Quirnheim (1824-1878), un fonctionnaire bavarois, et de Friederike Hetzel (1837-1908).
Hermann épousa en 1899 Eleanor Hohmann (1875-1954) et ils eurent ensemble trois enfants : Erika (né en 1900), Albert (né en 1905) et Gudrun (né en 1907). Leur fils, Albrecht Mertz von Quirnheim, devint colonel et fit partie de la résistance allemande au nazisme ; il fut exécuté dans la nuit du 20 juillet 1944. Erika épousa l'archiviste Wilhelm Dieckmann en 1925, Gudrun l'archiviste Otto Korfes.

## Carrière militaire
Hermann s'engage comme volontaire pour trois ans (Dreijährig-Freiwilliger) dans le 9e régiment d'infanterie royal bavarois (de), en garnison à Wurtzbourg. Du 1er mars 1888 au 22 janvier 1889, il est à l'école de guerre de Munich, avec le grade de Fähnrich. Il intègre l'Académie bavaroise de guerre (de) (Bayerische Kriegsakademie). Mertz travaille ensuite deux ans à l'état-major général du 3e corps d'armée royal bavarois (de) et devient en 1913 chef de bataillon dans le 6e régiment d'infanterie royal bavarois (de).
Lors de la mobilisation allemande de 1914, Hermann Mertz von Quirnheim est affecté à l'état-major de la 6e armée (commandée par le Kronprinz Rupprecht de Bavière) avec la fonction d’Erster Generalstabsoffizier. Il garde cette affectation jusqu'au 10 août 1916, puis passe chef de section au sein du Grand État-Major général à l'occasion de l'arrivée en poste de Falkenhayn. Il reçoit la décoration « Pour le Mérite » le 28 mars 1918. En novembre 1918, il passe haut quartier-maître.
Du 23 janvier au 30 septembre 1919, il est le représentant militaire de la Bavière à Berlin, puis il quitte le service actif.

## Archiviste puis retraité
Hermann est nommé le 1er octobre 1919 président des Archives du Reich à Potsdam.
Il prend sa retraite en 1931. Le 27 août 1939 (Tannenbergtag, l'anniversaire de Tannenberg), il obtient le grade de Generalleutnant. Après la tentative d'assassinat d'Hitler du 20 juillet 1944, dans laquelle son fils est impliqué, il est arrêté par la Gestapo en application du principe du Sippenhaft (responsabilité de la parenté).